# 斯科里基 (特諾皮爾州)
49°35′49″N 26°8′33″E / 49.59694°N 26.14250°E
斯科里基（羅馬化：Skoryky）是烏克蘭的村落，位於該國西部捷爾諾波爾州，由捷尔诺波尔区負責管轄，始建於1560年，面積1.97平方公里，2001年人口612，人口密度每平方公里311人。